# 西陣大映
西陣大映（にしじんだいえい）は、かつて存在した日本の映画館である。
1911年（明治44年）、京都府京都市上京区の西陣京極に寄席福の家（ふくのや）として開館した。1940年（昭和15年）に映画館に業態を変更して新興映画劇場（しんこうえいがげきじょう）、次いで1942年（昭和17年）には西陣大映劇場（にしじんだいえいげきじょう）と改称した。戦後は、國際映画劇場（こくさいえいがげきじょう）、西陣大映国際劇場（にしじんだいえいこくさいげきじょう）等の名称を経た。1991年（平成3年）従来の経営者が撤退・休館、1992年（平成4年）には経営が変わりシネ・フレンズ西陣として再開した。五番町の千本日活とともに西陣地区最後の映画館として知られた。

## 沿革
- 1911年 - 寄席福の家として開館[1][4]
- 1940年11月 - 映画館に業態を変更、新興映画劇場と改称[1][5]
- 1942年 - 西陣大映劇場と改称[1][6]
- 1950年前後 - 國際映画劇場と改称[7][8]
- 1963年前後 - 西陣大映と改称[2]
- 1991年 - 従来の経営者が撤退・休館[11]
- 1992年 - 経営が変わりシネ・フレンズ西陣として再開[12]
- 2005年5月31日 - 閉館

## データ
- 所在地 : 京都府京都市上京区千本中立売上ル東入ル東西俵屋町647番地[1][12]
  - 現況は住宅

北緯35度1分32.36秒 東経135度44分36.48秒 / 北緯35.0256556度 東経135.7434667度
- 経営 : 大映[5][6] ⇒ 谷口真一[8] ⇒ 大蝶浩志[10] ⇒ 藤本興業株式会社（藤本正男[2]） ⇒ 三栄興業株式会社（永久保シゲ子[11]） ⇒ 東梅田日活（1992年[12] - 2005年）
- 支配人 : 
  1. 池熊猪 （1940年代[5]）
  2. 谷口真一 （1950年代[8]）
  3. 大蝶浩志 （1950年代[8] - 1963年）
  4. 藤本正男 （1963年[2] - 1970年代）
  5. 永久保シゲ子 （1970年代 - 1991年[11]）
  6. 西川宏 （1992年 - 2000年）
  7. 駒田達郎 （2000年 - 2005年）
- 構造 : 木造二階建[8][12]
- 観客定員数 : 370名（1942年[5]・1943年[6]）、250名（1951年[7]）、130名（1993年[12]）

## 概要
1911年（明治44年）、京都府京都市上京区千本中立売上ル東入ル東西俵屋町647番地に福の家として開館する。同館は新京極の福の家同様に、芸人が芸を披露する寄席であった。明治末から大正初期にかけて、東に西陣京極、西に五番町を擁するこの千本通は、1912年（大正元年）に京都市電千本線が開通し、当時同館のほか、千本座（経営・牧野省三、1901年開館、のちの千本日活館）、朝日座（1910年開館、のちの千中劇場）、京極座（1910年開館、のちに東映直営の西陣東映劇場）、長久亭（1911年開館、のちの京都長久座）、大黒座（1920年開館、のちの西陣キネマ）といった芝居小屋・寄席が次々に開業し、新京極につぐ歓楽街として発展する時期にあった。1912年（大正元年）に千本座が日活の直営館になり映画常設館に業態変換（映画館化）したように、これらの実演劇場は追って映画館に変わっていった。
1940年（昭和15年）12月、同館は映画館に業態変換、松竹映画の二番館として営業を開始した。追って当時松竹傘下であった新興キネマの上映館に変わり、新興映画劇場と改称している。第二次世界大戦が始まり、戦時統制が敷かれ、1942年（昭和17年）1月27日、新興キネマは日活の製作部門、東京の大都映画と合併して大日本映画製作株式会社（大映）を設立するにともない、同館は大映の直営館になり、同年、西陣大映劇場と改称している。同じく戦時統制によって同年、日本におけるすべての映画が同年2月1日に設立された社団法人映画配給社の配給になり、映画館の経営母体にかかわらずすべての映画館が紅系・白系の2系統に組み入れられるが、『映画年鑑 昭和十七年版』には同館の興行系統については記述されていない。当時の同館の支配人は池熊猪、観客定員数は370名であった。当時の西陣地域の映画館は、同館のほか、千本座（千本通一条上ル、経営・日活）、昭和館（千本通下長者町上ル、経営・松竹、のちの西陣松竹および西陣昭和館）、西陣キネマ（西陣京極町、経営・佐々木菊之助）、千船映画劇場（千本通鞍馬口下ル、経営・原田喜盛）、京都長久座（千本通一条下ル、経営・松竹）、堀川文化映画劇場（東堀川通長者町33番地、経営・五十棲彦一）、西陣帝国館（大宮通寺ノ内上ル2丁目、経営・京都土地興行）、富貴映画劇場（大宮通寺ノ内下ル、1942年から大鉄映画劇場、経営・大阪鉄道）の8館が存在した。『上京 史蹟と文化』（1992年第2号）では、「新興映画劇場」は京極座の後身であり、戦後には西陣東映劇場になった、としているが、同時代の資料とは合致しない。
戦後は、1950年（昭和25年）前後には國際映画劇場（西陣国際映画劇場とも）と改称、経営は谷口真一の個人経営、支配人は大蝶浩志が務めた。1955年（昭和30年）当時の西陣地区の映画館は、同館や千本日活館（経営・日活）、京都昭和館（経営・松竹）、西陣キネマ（経営・佐々木菊之助）、京都長久座（経営・田村克寛）といった戦前からの映画館のほか、北野劇場（千本通中立売角、経営・京都興行）、西陣劇場（出水通土屋町東入ル、経営・山本邦雄）、東洋映画劇場（土屋町通中立売上ル、経営・山本義雄、のちの西陣東映劇場）、千中劇場（土屋町一条下ル、経営・田中正治）、大宮東宝映画劇場（大宮寺ノ内上ル、京都興行）、文化会館（寺町通丸太町上ル、経営・宇佐美克）、と合計11館が存在した。大映の上映館にもどり、1960年（昭和35年）には西陣大映国際劇場と改称した。
1961年（昭和36年）には、支配人の大蝶浩志の個人経営に代ったが、1963年（昭和38年）には、経営が藤本正男の支配人を兼ねた個人経営に代り、西陣大映と改称した。その後、経営は藤本を代表とした藤本興業株式会社に組織化されるが、1988年（昭和63年）に三栄興業株式会社に経営が移るまでの25年間、藤本による経営がつづいた。三栄興業株式会社は、1970年代以来、同館の支配人を務めた永久保シゲ子を代表とし、永久保は引き続き支配人を務めたが、1991年（平成3年）には撤退、休館に入った。
1992年（平成4年）には、駒田達郎を代表とする東梅田日活が同館の経営を継承、シネ・フレンズ西陣と改称して営業を再開した。1993年（平成5年）2月22日に公開された成人映画『シネマHOMOパラダイス』（監督・主演山本竜二、製作・配給ENKプロモーション）は、同館をメインにロケーション撮影が行われた。
2005年（平成17年）5月31日、閉館した。開館以来94年の歴史に幕を閉じ、西陣地区の映画館は千本日活だけになった。現在、跡地には住宅が建っている。